# Elisabeth Pähtz
Elisabeth Pähtz (* 8. Januar 1985 in Erfurt) ist eine deutsche Schachspielerin. 2002 wurde sie Jugendweltmeisterin, 2005 Juniorenweltmeisterin. Sie ist Großmeisterin der Frauen (WGM) und erhielt im November 2022 auch den (allgemeinen) Großmeistertitel (GM).

## Karriere
Elisabeth Pähtz wurde seit der Kindheit von ihrem Vater Thomas Pähtz trainiert, der selbst Schachgroßmeister ist. Im Alter von neun Jahren gewann sie in der Altersklasse U11 weiblich 1994 ihre erste Deutsche Meisterschaft. Im selben Jahr wurde sie Sechste bei der Jugendeuropameisterschaft U10 weiblich in Băile Herculane (Rumänien). und erzielte den 3. Platz in der Gruppe U12w in Paris bei der Kinder-Europa-Meisterschaft im Schnellschach.
Ein Jahr später wurde sie Vize-Europameisterin der Altersklasse U10 weiblich in Verdun und Vize-Weltmeisterin U10 weiblich in São Lourenço (Brasilien). 1998 erlangte Elisabeth Pähtz den Titel Internationale Meisterin der Frauen (WIM).
Im Februar 1999 erzielte sie eine WGM-Norm bei First Saturday in Budapest. Dazu wurde Pähtz im August 1999 erstmals Deutscher Meister der Frauen in Chemnitz. (Rekord als jüngste deutsche Meisterin (Stand 2021 ungebrochen)) Im selben Jahr unterstützte sie Hape Kerkeling via Ohrhörer bei einem Sketch für die Sat.1-Sendung Darüber lacht die Welt und war Mitglied des Beraterteams bei der über Internet ausgetragenen Partie Kasparov versus the World.
2001 wurde sie Großmeisterin der Frauen (WGM). Zudem wurde sie Jugendweltmeisterin der Altersklasse U18 weiblich 2002 auf Kreta. Seit 2004 trägt sie den Titel eines Internationalen Meisters (IM). Die erforderlichen IM-Normen erfüllte sie beim ZMD Open 2000 in Dresden, bei der Schacholympiade 2002 der Frauen in Bled und bei der Europameisterschaft der Frauen 2004 in Dresden. Bei der Schachweltmeisterschaft der Frauen 2010 scheiterte sie in der 2. Runde mit 1,5:2,5 an Viktorija Čmilytė. Dort wurde Pähtz Vizeweltmeisterin der Altersklasse U20 weiblich und erzielte den 16. Platz der Frauen. Elisabeth Pähtz besuchte bis 2004 das Sportgymnasium Dresden. 2005 gewann Pähtz die Juniorenweltmeisterschaft der Altersklasse U20 weiblich. Nach Abschluss der Schule absolvierte sie eine Ausbildung als Fremdsprachenkorrespondentin. Von 2006 bis 2009 gehörte sie der Sportfördergruppe der Bundeswehr an. 2005 spielte Pähtz im 6th Lausanne Young Masters zweimal Remis gegen Magnus Carlsen, als dieser 14 war; zwei weitere Spiele gegen Carlsen bei diesem Turnier verlor sie.
In den Jahren 2001, 2013 und 2016 wurde Elisabeth Pähtz Deutsche Frauen-Blitzmeisterin. 2018 wurde sie Europameisterin im Schnellschach und Vize-Europameisterin im Blitzschach. 2019 wurde Pähtz Dritte bei der Europameisterschaft der Frauen.
2014 gewann sie die erste Ausgabe des German Masters der Frauen, ein Rundenturnier der stärksten deutschen Schachspielerinnen.

## Elo-Entwicklung
| Die zur Anzeige dieser Grafik verwendete Erweiterung wurde dauerhaft deaktiviert. Wir arbeiten aktuell daran, diese und weitere betroffene Grafiken auf ein neues Format umzustellen. (Mehr dazu) |

## Mannschaftsschach

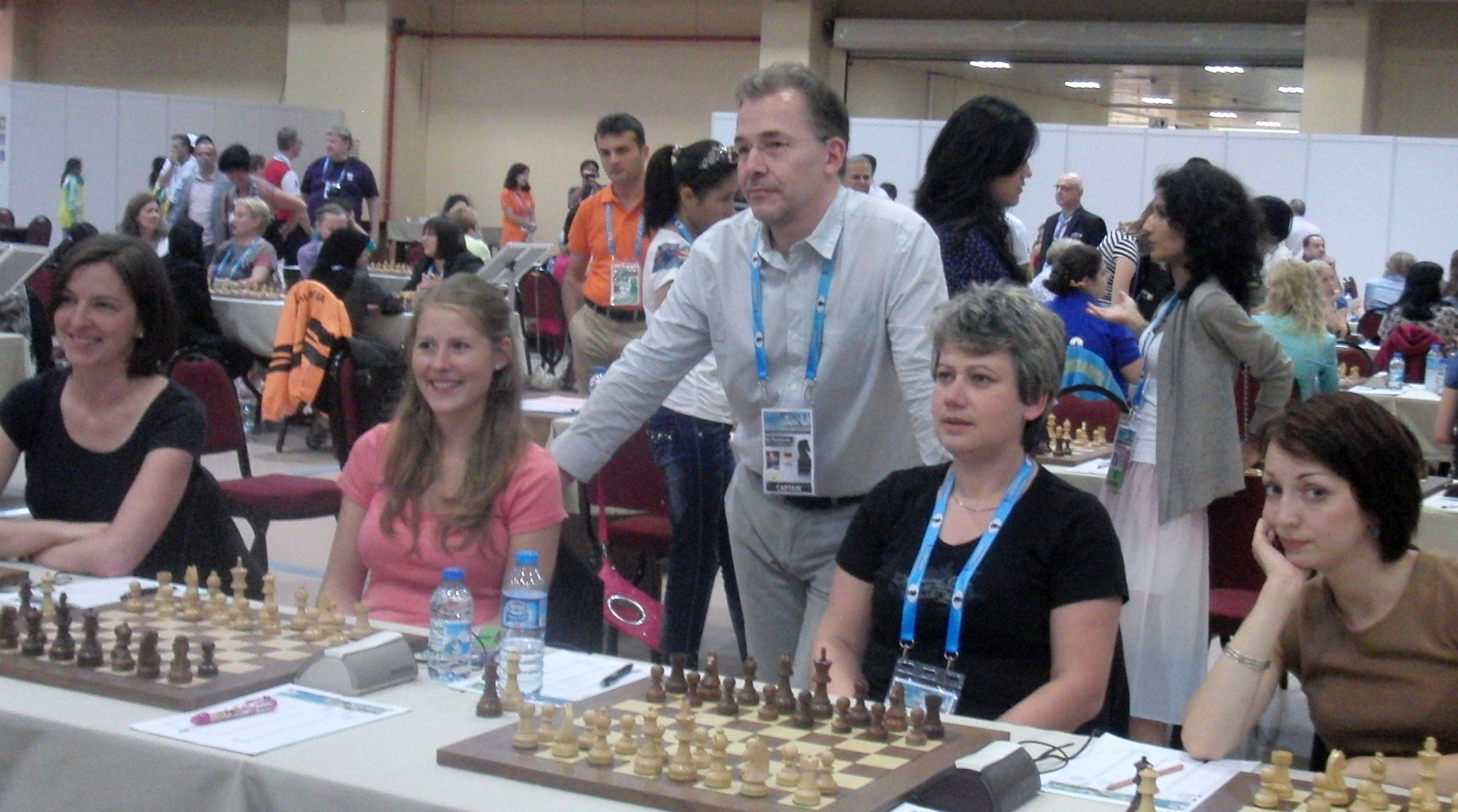
Schacholympiade 2012 in Istanbul, von links nach rechts: Marta Michna, Melanie Ohme, Tatiana Melamed und Elisabeth Pähtz.

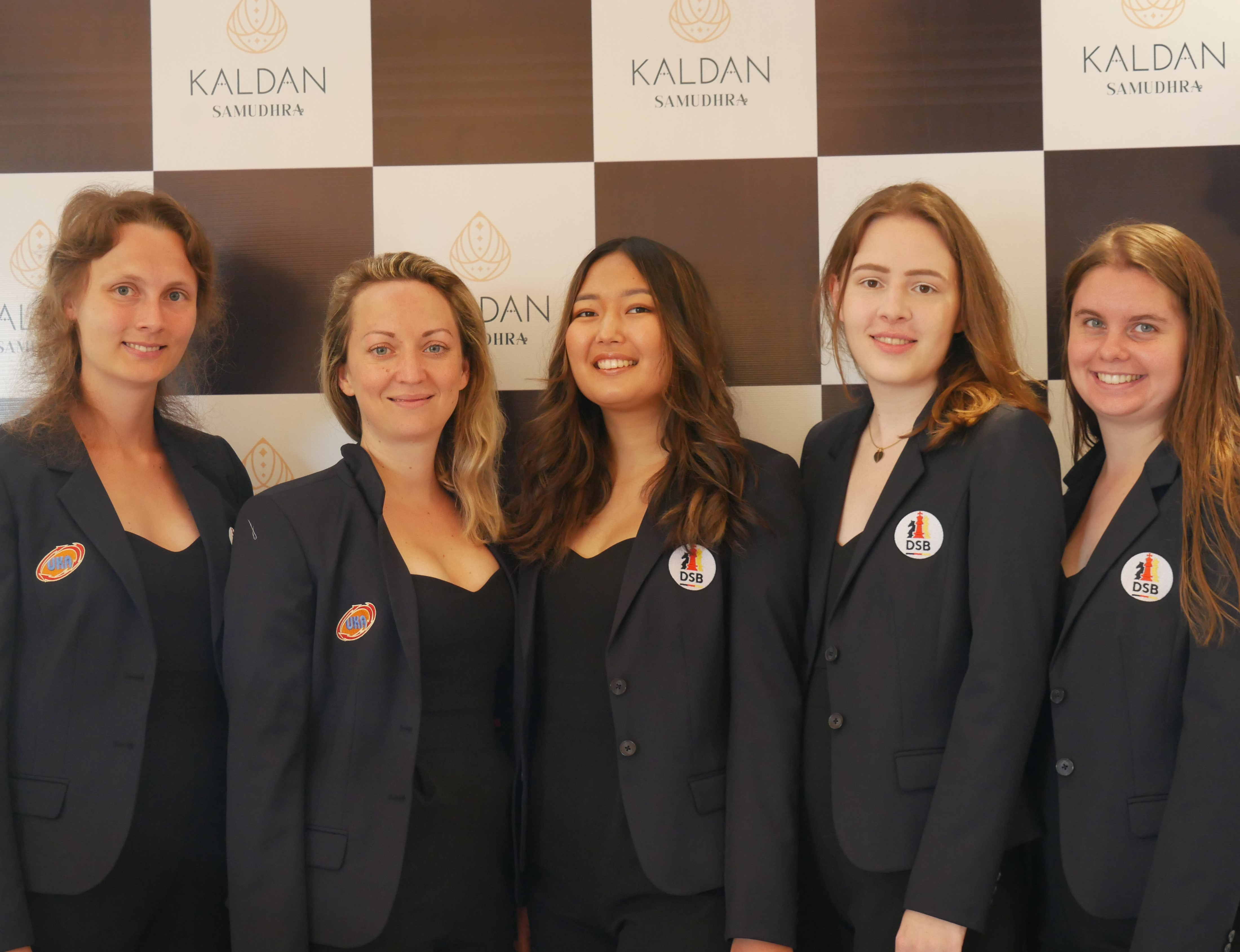
Schacholympiade 2022 in Mamallapuram, von links nach rechts: Josefine Heinemann, Elisabeth Pähtz, Dinara Wagner, Hanna Marie Klek und Jana Schneider.

### Nationalmannschaft
Elisabeth Pähtz gehörte erstmals bei der Schacholympiade 1998 zur deutschen Frauen-Nationalmannschaft und hat seitdem an allen 12 Schacholympiaden der Frauen, an 12 der 13 Mannschaftseuropameisterschaften der Frauen von 1999 bis 2023 (keine Teilnahme 2019) sowie an der Mannschaftsweltmeisterschaft der Frauen 2007, 2021 und 2023 teilgenommen.
Bei der Mannschaftseuropameisterschaft der Frauen 2001 erreichte sie am zweiten Brett das drittbeste Einzelergebnis, ebenso bei der Mannschaftsweltmeisterschaft der Frauen 2007 am ersten Brett.
Am 29. Mai 2019 erklärte Pähtz ihren Rücktritt aus der Nationalmannschaft wegen „Unzufriedenheit über die Ungleichbehandlung der Frauen“ im Deutschen Schachbund. 2020 trat sie jedoch wieder ein, weil sich die Umstände geändert hätten. und spielte 2021 bei der Mannschaftsweltmeisterschaft und 2022 bei der 44. Schacholympiade in Chennai wieder am 1. Brett für Deutschland. Sie erreichte dort mit dem deutschen Team am Frauenturnier den zehnten Platz. 
Pähtz lobte 2023 den Deutschen Schachbund, der „inzwischen ein Vorzeigeverband sei, was die Gleichberechtigung betrifft“.

### Vereinsschach
Elisabeth Pähtz spielte in der Schachbundesliga der Frauen erstmals in der Saison 1994/95 beim RVA Stade und ist damit die jüngste Spielerin, die jemals in dieser Klasse spielte. Ihre weiteren Vereine in der Frauenbundesliga waren der OTG Gera (1996 bis 1998), der Dresdner SC beziehungsweise USV TU Dresden (1998 bis 2004 und 2006 bis 2009), der OSC Baden-Baden (in der Saison 2004/05), der SC Bad Königshofen (2009 bis 2016 und in der Saison 2017/18), der Hamburger SK (Saison 2016/17) und die SF Deizisau (Saison 2018/19). In den Saisons 2019/20 und 2021/22 spielte Pähtz als Gastspielerin bei der OSG Baden-Baden. Sie gewann die Frauenbundesliga in den Spielzeiten 1999/2000, 2001/02, 2004/05, 2005/06, 2013/14 und 2021/22. In der 1. Bundesliga spielte Elisabeth Pähtz von 2001 bis 2003 beim Erfurter SK, von 2006 bis 2009 beim SC Kreuzberg, von 2009 bis 2011 beim Schachclub Eppingen, von 2011 bis 2016 bei der SV 1930 Hockenheim, und von 2016 bis 2021 für USV TU Dresden. Seit der Saison 2021/22 spielt sie für die Spvgg. Sterkrade-Nord 1920/25 e. V.
Pähtz ist beziehungsweise war auch in verschiedenen ausländischen Ligen aktiv. In der britischen Four Nations Chess League spielte sie von 2010 bis 2015 bei Cheddleton und seit 2018 für die erste und zweite Mannschaft von Guildford; mit der ersten Mannschaft gewann sie 2019 den Titel. Die luxemburgische Mannschaftsmeisterschaft gewann sie 2002 mit Gambit Bonnevoie und 2006 mit De Sprénger Echternach. In der österreichischen Bundesliga spielte Pähtz in der Saison 2011/12 bei ASVÖ Pöchlarn/Mauerbach, in der Saison 2013/14 beim SK Advisory Invest Baden. In der belgischen Interclubs spielte Elisabeth Pähtz von 2003 bis 2005 beim KSK 47 Eynatten, an der chinesischen Mannschaftsmeisterschaft 2010 nahm sie für Tianjin teil. In der französischen Mannschaftsmeisterschaft der Frauen nahm sie 2004 mit Clichy-Echecs-92 sowie 2014, 2016 und 2017 mit Mulhouse Philidor teil und gewann den Wettbewerb 2017. Am European Club Cup beteiligte sie sich 2003 in der offenen Klasse mit OAA Heraklion und am Wettbewerb der Frauen in den Jahren 2006 bis 2009 mit Ekonomist SGSEU Saratow sowie 2014 mit dem SC Bad Königshofen. In der spanischen Mannschaftsmeisterschaft spielte sie 2018 für CAC Beniajan Duochess und 2019 für Gros Xake Taldea.

## Großmeistertitel
Im November 2021 schien es, als habe Pähtz mit ihrem 2. Platz bei einem FIDE-Turnier in Riga die letzte Voraussetzung für die Zuerkennung des Großmeistertitels erfüllt. Für die Erlangung dieses Titels sind neben anderen Anforderungen drei besondere Leistungen erforderlich (so genannte „Großmeisternormen“). Da die FIDE die Gültigkeit dieser Normen erst bei Beantragung prüft, wurde jetzt erst deutlich, dass die Bedingungen für die Anerkennung der zweiten Norm 2015 bei einem Turnier in Mamaia/Rumänien trotz anderslautender Meldung der Turnierleitung formell nicht gegeben waren. Auf ihrer Ratssitzung am 25. November 2022 bestätigte die FIDE jedoch den Großmeistertitel für Elisabeth Pähtz. Damit stieß sie in einen exklusiven Kreis vor, denn während es bei den Männern über 1700 Titelträger gibt, sind es bei den Frauen nur 40. Zudem war sie die erste deutsche Frau, die diesen Titel erhielt.

## Schriften
- Wer den vorletzten Fehler macht, gewinnt. Strategien für das Spiel des Lebens. Westend-Verlag, Frankfurt am Main 2022, ISBN 978-3-86489-377-3 (Paperback), ISBN 978-3-86489-876-1 (E-Book).